# Del LaGrace Volcano
Del LaGrace Volcano (Condado de Orange, 26 de julho de 1957) é um artista, performer e ativista americano da Califórnia. Fotógrafo com formação acadêmica, o trabalho de Volcano inclui instalações, performances e filmes, e questiona a performance de gênero em vários níveis, especialmente a performance da masculinidade e da feminilidade.

## Identidade
Nascido intersexual, Volcano desenvolveu características masculinas e femininas na adolescência, mas foi criado e socializado como mulher. Volcano continuou a viver os primeiros 37 anos de sua vida como mulher, mas desde então tem vivido como homem e mulher. Del LaGrace Volcano (anteriormente chamado Della Grace) continua a adotar seu verdadeiro eu através de seu nome e gênero. Após se casar com um homem queer, Johnny Volcano, Del assumiu seu nome atual para desafiar o “status quo bi-gênero”. Johnny mudou seu nome, enquanto Del manteve o sobrenome e o passou para seus dois filhos. Del está em uma parceria com a mãe das crianças, Matilda Wurm, desde 2006, à qual Del se refere como “MaPa”.

## Educação
Antes de se mudar para São Francisco aos 19 anos, Volcano frequentou o Allan Hancock College como aluno do curso de Estudos Visuais de 1977 a 1979. Volcano obteve um mestrado em Estudos Fotográficos pela Universidade de Derby, no Reino Unido, em 1992, após estudar fotografia no Instituto de Arte de São Francisco de 1979 a 1981.

## Vida e carreira
O trabalho de Volcano complica a compreensão tanto da feminilidade quanto da masculinidade ao retratar a masculinidade lésbica. Em “The Feminine Principle” (O Princípio Feminino), Volcano enfoca as feminilidades queer; incluindo neste projeto um retrato de Kate Bornstein. Em “Lesbian Boyz and Other Inverts” (Garotos Lésbicos e Outros Invertidos), Volcano celebra as lésbicas masculinas, os meninos transexuais e outros gender-queers. No projeto, a masculinidade é mostrada como uma ferramenta de subversão.
As fotografias recentes de Volcano demonstram como os corpos intersexuais podem oferecer uma perspectiva totalmente nova sobre o corpo. O corpo “normal” em relação às fotografias de Volcano torna-se queer, descrevendo os corpos em seus trabalhos mais recentes como “locais de mutação, perda e saudade”. Nesses trabalhos mais recentes, Volcano aborda a perda de sua amiga Kathy Acker e a transformação do corpo saudável de seu amante Simo Maronati em um corpo com deficiência. Aqui, Volcano ilustra a “queeridade” de qualquer pessoa marcada por doença ou trauma. Sua série de fotografias de autorretratos “INTER*me” (formalmente a série “Herm Body”) é uma representação crua do corpo do artista usando filme Polaroid preto e branco. Em diálogo com seu trabalho anterior, ela fala sobre a construção de diferentes eus de diferentes idades e as tecnologias de gênero na fotografia.
A declaração artística de Volcano de setembro de 2005 diz:
Como artista visual variante de gênero, eu uso “tecnologias de gênero” para ampliar, em vez de apagar, os traços hermafroditas do meu corpo. Eu me nomeio. Uma abolicionista de gênero. Uma terrorista de gênero em tempo parcial e uma mutação intencional. Minha jornada deve ser diferenciada da de milhares de indivíduos intersexuais que tiveram seus corpos “ambíguos” mutilados e desfigurados em uma tentativa equivocada de “normalização”. Acredito em cruzar a linha, não somente uma vez, mas quantas vezes forem necessárias para construir uma ponte pela qual todos possamos atravessar.
Volcano também explora temas relacionados à fluidez sexual e de gênero em todo o seu trabalho. Volcano retrata frequentemente a instabilidade da identidade de gênero, ultrapassando o sistema binário de gênero, e usa com frequência sua “queeridade” em seu trabalho para contestar a ideia de identidade sexual como algo permanentemente incorporado. Como mostrado no livro de fotografia de Volcano, “Love Bites”, Volcano apresenta várias imagens de mulheres em brincadeiras sexuais, vestidas “com trajes que variam de noivas a homens gays vestidos de couro”. Volcano, dessa forma, parece ter como objetivo desafiar as normas de gênero convencionais e os princípios feministas em seu texto. Em Teddy Boy David, Volcano leva essa agenda ainda mais longe e brinca com a ideia da dinâmica da idade e, principalmente, da juventude em termos de sexualidade e brincadeiras sexuais.

## Publicações

### Publicações de Volcano
Love Bites, como Della Grace, publicado pela Gay Men's Press, Londres, 1991: “Nos Estados Unidos, foi proibido pela Alfândega e Impostos Especiais por duas semanas. No Canadá, cortaram as fotografias mais “ofensivas” do livro antes de vendê-lo. Na Inglaterra, foi vendido por livrarias tradicionais, mas não em livrarias lésbicas ou gays, que protestaram que não podiam arriscar ou discordavam do conteúdo sadomasoquista.” Especificamente, a livraria feminina Silver Moon, em Londres, apoiou a obra, mas estava preocupada em ser processada, enquanto a Sisterwrite se recusou a vender o livro devido ao seu conteúdo SM.
The Drag King Book, em coautoria com Judith “Jack” Halberstam, publicado pela Serpent's Tail, 1999. O livro Drag King Book centra-se nos drag kings de Londres, São Francisco e Nova Iorque. Volcano, no prefácio do livro, descreve a sua primeira experiência com um espetáculo drag king, que teve lugar em São Francisco em 1985, quando “o grupo On Our Backs/BurLEZK fazia espetáculos de striptease para lésbicas no The Baybrick Inn.”
Sublime Mutations, publicado pela Konkursbuch, 2000: “Sublime Mutations, uma retrospectiva fotográfica do trabalho de Del LaGrace Volcano produzido ao longo dos últimos dez anos, remapeia visualmente a vanguarda política e teórica da avant-garde queer.” Na introdução de Jay Prossler, Prossler afirma que, através do trabalho de LaGrace Volcano, “vemos refletida a forma mutável dos nossos corpos e das nossas comunidades”. No entanto, é importante notar que também vislumbramos as mudanças prometidas pela nossa maneira de ver, as mutações que lemos, bem como aquelas que se abatem sobre os nossos corpos. LaGrace Volcano demonstra habilmente que as mutações sublimes são sempre as transformações que os espectadores projetam no mundo físico e, especialmente, no corpo.
Sex Works 1978–2005, também contém um ensaio de Paul B. Preciado. Publicado pela Konkursbuch, 2005. Sex Works mostra uma história do sexo na cena queer.

### Publicações com contribuições de Volcano
Uma contribuição para a Queer Theory, editada por Iain Morland e Dino Willox, publicada em 2004. O livro apresenta quinze artigos sobre sexualidade, estudos de gênero e outros aspectos dos estudos queer. Outros colaboradores incluem Judith Butler, Patrick Califia, Cheryl Chase, Larry Kramer e Stephen Whittle.
Uma contribuição para Inter: Erfahrungen intergeschlechtlicher Menschen in der Welt der zwei Geschlechter, editado por Elisa Barth, em 2013. Outros colaboradores incluem Mauro Cabral Grinspan, Sally Gross e Phoebe Hart.
Femmes of Power : Exploding Queer Feminities, em coautoria com Ulrika Dahl. Publicado pela Serpent's Tail em 2008
Contribuição para Intersex and After, uma edição da GLQ: A Journal of Lesbian and Gay Studies, editada por Iain Morland em 2009. Outros colaboradores incluem Alice Dreger, Iain Morland e Vernon Rosario.
Fotografias de Volcano publicadas na revista erótica lésbica sex-positive Quim, publicada no Reino Unido entre 1989 e 2001.

## Exposições

### Exposições individuais
- Retrospectiva: Del LaGrace, Magazin 4, Bregenz, Áustria, setembro de 1996.
- A Kingdome Comes, Standpoint Gallery, Londres, julho de 1999.
- Fluid Fire, Galleri Format, Malmö, Suécia, dezembro de 2001.
- One Man? Show, Babele Gallery, Milão, Itália, abril de 2001
- Gerkhe's Artists, Museu de Arte Erótica de Hamburgo, 2001
- Fluid Fire, Format Gallery, Malmo, 2002
- Venus Boyz, Zita, Folkets Bio, Estocolmo, Suécia, maio de 2002
- Pas de Regrets, â la Galerie du Forum des images, França, novembro de 2003
- Intersex 101: The Two Gender System as a Human Rights Abuse, Galeria NGBK, Berlim, Alemanha, junho de 2005
- Corpus Queer: bodies in resistance, Transpalette, Emmetrop, Bourges, França, setembro de 2005[31]
- Retrospectiva de meados da carreira, Museu Leslie Lohman, 2012[32]

### Exposições coletivas
- Street Style, Victoria & Albert Museum, Londres, junho de 1994
- Desire, Nordic Arts Centre, Helsinque, Finlândia; Kulturhuset, Estocolmo, Suécia; Louisiana, Humlebœk, Dinamarca; 1995–1997
- Duke: King of the Hill, Courtauld Galleries, Londres, novembro de 1999–2001
- Encounters of the Third Kind, Melkweg, Amsterdã, Países Baixos, agosto de 1998
- Sex Mutant, The Nunnery, Londres, agosto de 2000
- Fallen Heroes: Masculinity & Representation, Espai D'Art Contemporani de Castello, Castela e Leão, Espanha, abril de 2002
- Female Turbulence, Aeroplastics Gallery, Bruxelas, Bélgica, outubro de 2003
- A Boost in the Shell, Aeroplastics Gallery Bruxelas, Bélgica, maio de 2005
- Women in Revolt! Art and Activism in the UK 1970–1990, Tate Britain, novembro de 2023 – abril de 2024[33][34]

## Trabalho em televisão e cinema
Volcano apareceu no filme de Gabriel Baur, Venus Boyz.